# 巨蟹座δ流星雨
巨蟹座δ流星雨是中等強度的流星雨，從每年的12月14日持續到次年的2月14日，流星主要出現在1月1日至1月24日。輻射點位在巨蟹座靠近鬼宿四的位置，他的尖峰落在每年的1月17日，但每小時只有4顆流星。這個流星雨最早是在1872年發現的，但第一個可靠的證據在1971年出現的現象。這個流星雨的來源仍不清楚，它曾經被認為是小行星2001 YB5，因為兩者有相似的軌道。